# 曳野康久
曳野 康久（ひきの やすひさ、1984年11月22日 - ）は、島根県出身のプロバスケットボール選手である。シューティングガードのポジションで、身長は187センチメートルで、体重は75キログラムである。

## 来歴
島根県立松江北高等学校から常葉学園大学へ進学して全日本大学バスケットボール選手権大会に出場するが、卒業前にバスケットボール部を退部する。卒業後はプロを目指してクラブチームで活動したのちに、島根県代表として国民体育大会に出場する。
2010年にBjリーグの育成ドラフトで、島根スサノオマジックから1巡目で指名を受けて入団する。2012年10月14日に2012－13シーズンの対ライジング福岡戦で、初めて2桁を得点のしてゲームMVPに選出される。
最後のシーズンは全52試合中44試合に出場するが先発は自己最少の1試合で、来季は戦力外として球団から契約の継続を断たれて2016年4月に引退した。

## 経歴
- 松江北高校 - 常葉学園大学 - エッジワン - 松工クラブ - 島根（2010年 - 2016）

## 記録
| シーズン | チーム | GP | GS | MPG  | FG%  | 3P%  | FT%   | RPG | APG | SPG | BPG | TO  | PPG |
| -------- | ------ | -- | -- | ---- | ---- | ---- | ----- | --- | --- | --- | --- | --- | --- |
| 2010-11  | 島根   | 12 | 1  | 4.1  | .300 | .000 | 1.000 | 0.3 | 0.3 | 0.1 | 0   | 0.4 | 0.8 |
| 2011-12  | 島根   | 18 | 0  | 3.8  | .417 | .167 | .000  | 0.3 | 0.4 | 0   | 0   | 0.4 | 0.6 |
| 2012-13  | 島根   | 41 | 32 | 9.0  | .388 | .353 | .889  | 0.9 | 0.9 | 0.2 | 0.0 | 0.8 | 1.5 |
| 2013-14  | 島根   | 27 | 8  | 12.7 | .357 | .250 | .818  | 1.1 | 0.4 | 0.3 | 0.1 | 0.9 | 1.6 |
| 2014-15  | 島根   | 33 |    | 6.4  | .188 | .167 | .500  | 0.5 | 0.3 | 0.2 | 0   | 0.3 | 0.6 |